# Saison 1 de Legends of Tomorrow
Chronologie
Saison 2
Cet article présente les seize épisodes de la première saison de la série télévisée américaine Legends of Tomorrow, série dérivée d’Arrow et Flash.

## Synopsis
Rip Hunter, un agent faisant partie de la confédération des maîtres du temps est envoyé dans le passé pour recruter un groupe de super-héros et de super-vilains capable d'affronter une menace planétaire : le criminel Vandal Savage avec son armée de super soldats ayant modifié le futur. Ils ont pris le contrôle de toutes les infrastructures et fait des humains des esclaves. Ce groupe est composé de Captain Cold, Heat Wave, The Atom, Hawkgirl, Hawkman, White Canary et Firestorm.

## Distribution

### Acteurs principaux
- Arthur Darvill (VF : Jean-Christophe Dollé) : Rip Hunter / Michael
- Victor Garber (VF : Gabriel Le Doze) : Pr Martin Stein / Firestorm
- Brandon Routh (VF : Adrien Antoine) : Raymond « Ray » Palmer / The Atom
- Caity Lotz (VF : Anne-Charlotte Piau) : Sara Lance / White Canary
- Franz Drameh (VF : Eilias Changuel) : Jefferson « Jax » Jackson / Firestorm
- Ciara Renée (VF : Olivia Dalric) : Kendra Sanders / Hawkgirl / Edith Boardman
- Falk Hentschel (VF : Marc Arnaud) : Carter Hall / Hawkman / Scythian Torvil  / Joe Boardman (épisodes 1 à 3,10, 13, 14 et 16)
- Amy Pemberton (VF : Elsa Davoine) : Gideon (voix)
- Dominic Purcell (VF : Éric Aubrahn) : Mick Rory / Heat Wave / Chronos (en)
- Wentworth Miller (VF : Xavier Fagnon) : Leonard Snart / Captain Cold

### Acteurs récurrents
- Casper Crump (VF : Jérémie Covillault) : Vandal Savage (10 épisodes)
- Martin Donovan (VF : Guillaume Orsat) : Zaman Druce (4 épisodes)
- Peter Bryant : Declan (2 épisodes)

### Invités
- Peter Francis James (en) : Dr Aldus Boardman (épisode 1)
- Stephanie Corneliussen (VF : Véronique Picciotto) : Valentina Vostok (en) / Firestorm Soviétique (épisodes 4 et 5)
- Celia Imrie (VF : Blanche Ravalec) : Mary Xavier (épisode 12)
- Faye Kingslee (VF : Karine Foviau) : la Bohémienne (épisodes 11 et 12)
- Mitchell Kummen (VF : Hervé Grull) : Mick Rory jeune (épisode 12)
- Patrick J. Adams (VF : Pascal Nowak) : Rex Tyler / Hourman (épisode 16)

### Invités des séries dérivées ou du même univers
- Stephen Amell (VF : Sylvain Agaësse) : Oliver Queen / Arrow (épisodes 1 et 6)
- Katie Cassidy (VF : Anne Tilloy) : Laurel Lance / Black Canary (épisode 1)
- Neal McDonough (VF : Bruno Dubernat) : Damien Darhk (épisode 2)
- Carlos Valdes (VF : Antoine Schoumsky) : Cisco Ramon (épisode 5)
- Matthew Nable (VF : Éric Herson-Macarel) : Ra's al Ghul (épisode 9)
- Paul Blackthorne (VF : Loïc Houdré) : le capitaine Quentin Lance (épisodes 12 et 16)
- Emily Bett Rickards (VF : Aurore Bonjour) : Felicity Smoak (épisode 14)
- Katrina Law (VF : Laëtitia Laburthe) : Nyssa Al Ghul (épisode 14)

## Production

### Développement
En février 2015, face au succès des séries télévisées Arrow et Flash, The CW annonce le projet d'une autre série dérivée potentiellement centrée sur des personnages récurrents des deux séries (Arrow et Flash).
En avril 2015, le titre définitif de la série est révélé : DC's Legends of Tomorrow,,.
En octobre 2015, Phil Klemmer, le show runner annonce avoir pensé la saison en une histoire bouclée de seize épisodes.

### Casting
Les acteurs principaux ont été engagés dans cet ordre : Victor Garber, Brandon Routh, Caity Lotz (envisagée pour reprendre son rôle de Sara Lance mais avec un nouveau statut de super-héros non dévoilé), Wentworth Miller, Dominic Purcell, Arthur Darvill, Ciara Renée, Franz Drameh et Falk Hentschel (Carter Hall / Hawkman).
En mai 2015, le rôle de Caity Lotz est révélé, elle interprétera White Canary. Le même mois, une bande annonce officielle de la série est mise en ligne, il est possible de voir que Stephen Amell (Oliver Queen / Arrow) et Grant Gustin (Barry Allen / Flash), respectivement les héros des séries Arrow et Flash ainsi que Tom Cavanagh (Reverse-Flash) y apparaîtront occasionnellement.
En octobre 2015, Neal McDonough est annoncé pour reprendre son rôle de Damien Darhk qu'il a incarné lors de la quatrième saison d’Arrow. Le même mois, il est annoncé que le personnage Connor Hawke allait faire son arrivée dans la série sans dévoiler le nom de l'acteur.
En avril 2016, Patrick J. Adams (vu dans Suits : Avocats sur mesure) a obtenu un rôle d'invité lors du dernier épisode de la saison,. Il tiendra le rôle de Rex Tyler / Hourman,. Puis Emily Bett Rickards (Felicity Smoak) et Paul Blackthorne (le capitaine Quentin Lance) sont annoncés pour apparaître lors d'un épisode de cette saison.

### Diffusions
La saison est diffusée depuis le 21 janvier 2016 sur The CW aux États-Unis, et 30 minutes puis une heure plus tard sur le réseau CTV au Canada.
En France, la saison a été diffusée du 17 septembre 2016 au 15 octobre 2016 sur TMC ;
Elle reste encore inédite dans les autres pays francophones. Par contre, elle est disponible au Québec sur la plate-forme Illico.

## Liste des épisodes

### Épisode 1:Entrer dans la légende
- États-Unis /  Canada : 21 janvier 2016 sur The CW[23] / CTV
- France : 17 septembre 2016 sur TMC[22]
- Québec : 8 décembre 2016 sur Club Illico

- États-Unis : 3,14 millions de téléspectateurs[24] (première diffusion)
- Canada : 1,99 million de téléspectateurs[25] (première diffusion + différé 7 jours)
- France : 850 000 téléspectateurs[26](première diffusion)

- Katie Cassidy (Laurel Lance / Black Canary)
- Stephen Amell (Oliver Queen / Green Arrow)
- Kory Grim (Chronos)
- Alex Duncan (Miranda Hunter)
- Kiefer O'Reilly (Jonas Hunter)
- Simone Bailly (le second membre du conseil)
- Jaeson Lee (le garde)
- David Hardware (le fou de physique)
- Christopher Logan (le troisième membre du conseil)

Londres, 2166 : Vandal Savage et ses troupes déciment la population. Une mère et son enfant, Jonas, sont pris à partie par le criminel. La femme est abattue par l'un des soldats et l'enfant par l'arme de Savage. Au Conseil du temps, Rip Hunter appelle les membres à venir en aide à la population mais ne voulant pas risquer de briser la continuité temporelle, ils refusent de lui donner une armée. Hunter ne demande qu'un vaisseau, le Waverider. Ce navire spatial est aussi capable de voyager dans le temps. L'engin, contrôlé par une intelligence artificielle, se prénommant Gideon. Hunter remonte le temps pour recruter son équipe.
Star City, 2016 : Hunter rend visite à Ray Palmer alias Atom. Il se rend ensuite au Tibet pour recruter Sarah Lance. C'est ensuite au tour de Firestorm à Pittsburgh, puis vient Hawkgirl et Hawkman à St Roch pour enfin finir à Central City pour Heat Wave et Captain Cold. Hunter présente à travers une faille dans le temps le futur de la planète à son équipe : en feu et en cendres, ruiné par l'immortel Vandal Savage. Il leur raconte que dans le futur, ils sont tous devenus des légendes. Après un temps de réflexion, ils acceptent tous de suivre Hunter à travers un voyage dans le temps pour modifier le destin de la planète.
St Roch, 1975 : pour retrouver la trace de Vandal Savage dans le temps Hunter demande l'aide d'un scientifique qui a connu le vilain, le docteur Aldus Boardman. Le scientifique révèle en fait qu'il est le fils de l'incarnation précédente de Kendra. Hunter sait que Boardman doit mourir dans les vingt-quatre heures et le dit aux autres. Kendra et Carter veulent que Boardman vienne avec eux sur le Waverider. Au même moment, à bord du vaisseau, Jax essaye de persuader Gideon de ramener le vaisseau dans le présent, en vain. Le vaisseau est attaqué par Chronos, un chasseur de primes temporel recruté par le conseil du temps pour faire échec à l'opération de Hunter. Boardman est blessé mortellement mais l'équipe parvient à vaincre le super chasseur. En route, Hunter décide de dire la vérité : la mission n'a jamais été officielle et autorisée par le conseil. Rip a choisi les membres du groupe car s'ils meurent, cela n'aura pas d'incidence sur le cours du temps. Il avoue que sa femme et son fils Jonas (ceux de l'attaque de Londres) sont sa seule motivation : changer le passé pourra les sauver. Boardman meurt en donnant son porte bonheur à Kendra. L'équipe sérieusement déconcertée par le fait qu'ils ne représentent pas grand chose ont maintenant une motivation : faire de leur quête et leur vie pour les autres un moyen de devenir des héros.

### Épisode 2:L'Invincible
- États-Unis /  Canada : 28 janvier 2016 sur The CW / CTV
- France : 17 septembre 2016 sur TMC
- Québec : 8 décembre 2016 sur Club Illico

- États-Unis : 2,89 millions de téléspectateurs[29] (première diffusion)
- Canada : 1,63 million de téléspectateurs[30] (première diffusion + différé 7 jours)
- France : 800 000 téléspectateurs[26] (première diffusion)

- Neal McDonough (Damien Darhk)
- Nikolai Witschl (Caleb)

Rip Hunter amène son équipe en Norvège en 1975 où il espère trouver Vandal Savage, selon les prévisions d'Aldus Boardman. L'immortel compte mettre en vente une tête nucléaire pour le plus offrant, parmi eux Damian Darhk. Stein décide de mener l'opération sur le terrain mais elle tourne mal : Firestorm parvient à contenir la déflagration mais l'armure ATOM est endommagée et Savage met la main sur le fragment de technologie futuriste qui pourrait lui donner une avance gigantesque dans ses conquêtes futures.
Hunter est furieux mais a trouvé deux nouveaux objectifs : trouver une dague liée au passé de Hawkman et Hawkgirl, mais aussi, pour retrouver le fragment d'armure, entrer en contact avec Martin Stein, la version étudiante du professeur. Stein, Sara et Jefferson découvrent que Martin Stein était un étudiant prodige mais drogué, séducteur et trop curieux pour son bien, aussi manque-t-il de créer un paradoxe en suivant les visiteurs du futur dans leur vaisseau, manquant de rencontrer sa future femme. Snart et Rory cambriolent la demeure du propriétaire de la dague, sous la surveillance de Ray qui n'a aucune confiance, ignorant qu'il s'agit de Savage lui-même. En puisant dans les souvenirs de ses vies passées, Kendra retrouve le secret du texte gravé sur la dague, un poème d'amour liant les deux amants. Savage les surprend et parvient à tuer Carter et blesser Kendra. Hunter fait soigner en urgence la blessée par son vaisseau et confie à Stein qu'il a corrigé la continuité en permettant la rencontre de Stein et sa femme.
- Cet épisode marque le départ de l'acteur Falk Hentschel du casting principal. Il sera crédité invité pour ses futurs apparitions dans cette saison ainsi que pour son apparition dans l'épisode 3 de la saison 7.
- Première apparition de Neal McDonough dans la série.

### Épisode 3:Tous les coups sont permis
- États-Unis /  Canada : 4 février 2016 sur The CW / CTV
- France : 17 septembre 2016 sur TMC
- Québec : 8 décembre 2016 sur Club Illico

- États-Unis : 2,32 millions de téléspectateurs[31] (première diffusion)
- Canada : 1,64 million de téléspectateurs[32] (première diffusion + différé 7 jours)
- France : 659 000 téléspectateurs[26] (première diffusion)

- Nikolai Witschl (Caleb)

Coincés en 1975, l'équipe accuse le coup de la mort de Carter et la blessure de Kendra qui s'aggrave à cause des fragments de la dague qui s'approchent de son cœur. Ray essaie d'utiliser l’armure d'ATOM pour pénétrer son réseau sanguin et détruire les fragments, mais il doute et doit recevoir le soutien du professeur Stein. Rip décide de s'attaquer à la fortune de Vandal Savage et se rend, avec Sara, dans la banque qui gère son argent depuis des siècles. Mais tout le personnel de la banque est à la solde de Savage et prêt à se battre pour lui ; au cours du combat, la « soif de sang » de Sara se réveille. Rip repère cependant dans les dossiers de Savage un nom : le « Vaisseau ».
Jefferson est tenté d'utiliser le Jumpship, une navette annexe du Waverider, et Snart et Rory le poussent à le faire. Snart a en effet une idée: voler une émeraude à Central City avant que son père ne le fasse, lui évitant une peine de prison qui fera de lui un homme violent envers sa fille et son fils. Mais une fois les choses arrangées, Snart ne perçoit pas de changements dans la continuité temporelle, car son père se fait arrêté peu après en essayant de vendre la fameuse émeraude.
- Dans le Waverider, lorsque Ray se trouve à l'intérieur des vaisseaux sanguins de Kendra, Stein lui dit que les éclats de la dague font la taille d'un iceberg et qu'il est impossible de les rater. Ray lui répond "c'est ce qu'ils ont dû se dire sur le Titanic" (allusion au rôle de Victor Garber dans le film de James Cameron)

### Épisode 4:Guerres froides
- Canada : 7 février 2016 sur CTV[33]
- États-Unis /  Canada : 11 février 2016 sur The CW / CTV
- France : 24 septembre 2016 sur TMC
- Québec : 8 décembre 2016 sur Club Illico

- États-Unis : 2,39 millions de téléspectateurs[34] (première diffusion)
- France : 470 000 téléspectateurs[35](première diffusion)

- Martin Donovan (Zaman Druce)
- Stephanie Corneliussen (Valentina Vostok)
- Voytek Skrzeta (Mikhail Arkadin)

L'équipe arrive en 1986 où leur objectif est d'infiltrer le Pentagone pour récupérer un dossier non expurgé concernant Vandal Savage. L'opération se déroule bien jusqu'à ce que Kendra perde le contrôle de ses pouvoirs et n'entre dans une rage semblable à la «soif de sang» de Sara. Rip espère que les deux femmes pourront trouver ensemble un moyen de se contrôler individuellement alors qu'il commence à voir ce que fait Savage: il est en Union Soviétique à travailler sur un certain projet Svarog avec une jeune physicienne talentueuse, Valentina Vostok. Ils partent donc pour l'URSS, mais poursuivis par Chronos qui les pousse à l'atterrissage forcé. Palmer et Snart sont chargés d'approcher Vostok, alors que Rip remarque une anomalie temporelle. C'est le Maître du Temps Druce, qui lui demande d'abandonner sa quête en échange du pardon. Rory a surpris la conversation et pense qu'il s'agit d'un piège afin de tuer toute l'équipe. Quand il s'avère que Rory avait raison, Firestorm arrive pour sauver Rip et Mick, mais le sauveur de ces derniers est blessé et c'est le corps de Jefferson qui en souffre. Le jeune homme est en effet lassé de la surprotection de Stein pendant leur fusion, mais le professeur veut simplement ne pas perdre à nouveau une autre moitié de Firestorm, bien qu'il comprenne les sentiments de Jefferson.
- Au Canada, cet épisode a été diffusé le dimanche soir immédiatement après le Super Bowl 50, puis rediffusé dans sa case habituelle du jeudi.

### Épisode 5:La Prison de Koshmar
- États-Unis /  Canada : 18 février 2016 sur The CW / CTV
- France : 24 septembre 2016 sur TMC
- Québec : 8 décembre 2016 sur Club Illico

- États-Unis : 2,25 millions de téléspectateurs[36] (première diffusion)
- Canada : 1,37 million de téléspectateurs[37] (première diffusion + différé 7 jours)
- France : 490 000 téléspectateurs[38](première diffusion)

- Carlos Valdes (Cisco Ramon en hallucination)
- Joseph David-Jones (Arrow)
- Stephanie Corneliussen (Valentina Vostok / Firestorm Soviétique)
- Nick Gracer (Yuri l'ours)
- Voytek Skrzeta (Mikhail Arkadin)
- George Klimovich (Anatoly Knyazev)
- Andre Tricoteux (Boris)

- Wentworth Miller  qui joue le rôle de Leonard Snart fait référence à la série Prison Break dont il a été le héros en disant : " Ce n'est pas ma première évasion " traduit par " Not my first Prison break ".

### Épisode 6:Destination: 2046
- États-Unis /  Canada : 25 février 2016 sur The CW / CTV
- France : 24 septembre 2016 sur TMC
- Québec : 8 décembre 2016 sur Club Illico

- États-Unis : 2,47 millions de téléspectateurs[39] (première diffusion)
- Canada : 1,46 million de téléspectateurs[40] (première diffusion + différé 7 jours)
- France : 400 000 téléspectateurs[41](première diffusion)

- Stephen Amell (Oliver Queen / Green Arrow)
- Joseph David-Jones (Connor Hawke / Arrow)
- Jamie Andrew-Cutler (Grant Wilson / Deathstroke)

### Épisode 7:Les Pirates du temps
- États-Unis /  Canada : 3 mars 2016 sur The CW / CTV
- France : 1er octobre 2016 sur TMC
- Québec : 8 décembre 2016 sur Club Illico

- États-Unis : 2,28 millions de téléspectateurs[42] (première diffusion)
- Canada : 1,33 million de téléspectateurs[43] (première diffusion + différé 7 jours)
- France : 460 000 téléspectateurs[44](première diffusion)

- Aatash Amir (le lieutenant Drake)
- Callum Keith Rennie (le capitaine John Valor)
- Stephanie Cleough (Eve Baxter)
- Alex Duncan (Miranda)
- Kiefer O'Reilly (Jonas Hunter)
- Andrew Pifko (Gilbert) (voix uniquement)
- Peter Bryant (Declan)

### Épisode 8:Apparence trompeuse
- États-Unis /  Canada : 10 mars 2016 sur The CW / CTV
- France : 1er octobre 2016 sur TMC
- Québec : 8 décembre 2016 sur Club Illico

- États-Unis : 2,01 millions de téléspectateurs[48] (première diffusion)
- Canada : 1,3 million de téléspectateurs[49] (première diffusion + différé 7 jours)
- France : 450 000 téléspectateurs[50](première diffusion)

- Cameron Hilts (Davis Turner)
- Laura Mennell (Gail Knox)
- Ali Liebert (Lindsay Carlisle)
- Ben Wilkinson (Dr Hanna)
- Melissa Roxburgh (Betty Seaver)
- Daryl Shuttleworth (en) (Bud Ellison)

- Dans cet épisode, Vandal Savage utilise son autre nom civil : Curtis Knox. C'est la deuxième utilisation de ce nom après qu'il est déjà apparu dans l'épisode 4 de la septième saison (Este Perpetua) de la série télévisée Smallville, interprété par Dean Cain[51].

- Dominic Purcell n'apparaît pas dans cet épisode.

### Épisode 9:Les Laissés pour compte
- États-Unis /  Canada : 31 mars 2016 sur The CW / CTV
- France : 1er octobre 2016 sur TMC
- Québec : 8 décembre 2016 sur Club Illico

- États-Unis : 1,97 million de téléspectateurs[52] (première diffusion)
- Canada : 1,37 million de téléspectateurs[53] (première diffusion + différé 7 jours)
- France : 350 000 téléspectateurs[54](première diffusion)

- Matthew Nable (Ra's al Ghul)
- Milli Wilkinson (Talia al Ghul)

### Épisode 10:L'Héritage familial
- États-Unis /  Canada : 7 avril 2016 sur The CW / CTV
- France : 8 octobre 2016 sur TMC
- Québec : 8 décembre 2016 sur Club Illico

- États-Unis : 1,88 million de téléspectateurs[55] (première diffusion)
- Canada : 1,17 million de téléspectateurs[56] (première diffusion + différé 7 jours)
- France : 540 000 téléspectateurs[57](première diffusion)

- Matthew Harrison (Tor Degaton)
- Jewel Staite (Rachel Turner)
- Cory Gruter-Andrew (Per Degaton jeune)

Rip Hunter amène son équipe en 2147, cinq ans avant l’accession au pouvoir du dictateur Per Degaton, formé dès son plus jeune âge par Vandal Savage pour être un tyran. Il sait qu'à cette époque, Vandal Savage va commencer un lobby pour libérer un virus qui va décimer la population mondiale, qu'il va ensuite devenir dictateur après avoir trahi et tué Per Degaton, et souhaite donc lui couper l'herbe sous le pied en supprimant Per Degaton. Il est prêt à le tuer mais son équipe se montre réticente à tuer un enfant et préfère simplement l’enlever. Ray découvre que la sécurité de Degaton est assurée par des armures ATOM évoluées et indépendantes et souhaite comprendre quand sa technologie a été pervertie.
- Le super vilain, Per Degaton, membre de la société de l'injustice, fait une apparition dans cet épisode[58]. Il a été créé par John Broome et Irwin Hasen en 1947[59].
- Pour ne pas révéler son vrai nom, Ray Palmer dit s'appeler Dr Hannibal Lecter.

### Épisode 11:Les Huit Mercenaires
- Canada : 12 avril 2016 sur CTV
- États-Unis : 14 avril 2016 sur The CW
- France : 8 octobre 2016 sur TMC
- Québec : 8 décembre 2016 sur Club Illico

- États-Unis : 1,98 million de téléspectateurs[60] (première diffusion)
- Canada : 1,31 million de téléspectateurs[61] (première diffusion + différé 7 jours)
- France : 560 000 téléspectateurs[62](première diffusion)

- Johnathon Schaech (Jonah Hex)
- Anna Deavere Smith (Kendra, âgée)
- Anna Galvin (Sarah Neal)
- Brent Stait (Jeb Stillwater)
- Glenn Gordon (Bertie)
- John Novak (shériff)
- Faye Kingslee (la Bohémienne)

- C'est la deuxième transposition live du personnage Jonah Hex qui a déjà eu droit à une adaptation cinématographique en 2010 avec Josh Brolin dans le rôle principal[63]. Il a été créé par John Albano et Tony De Zuniga en 1972[64].
- Le titre original de l'épisode renvoie à celui du western Les Sept Mercenaires (The Magnificent Seven, 1960). Par ailleurs, pour ne pas révéler son nom en 1871, Ray Palmer dit s'appeler Ray John Wayne, comme le célèbre acteur de westerns, John Wayne.

### Épisode 12:Dernier Refuge
- États-Unis /  Canada : 21 avril 2016 sur The CW / CTV
- France : 8 octobre 2016 sur TMC
- Québec : 8 décembre 2016 sur Club Illico

- États-Unis : 1,78 million de téléspectateurs[65] (première diffusion)
- France : 450 000 téléspectateurs[66](première diffusion)

- Paul Blackthorne (Quentin Lance)
- Mitchell Kummen (Mick Rory jeune)
- Martin Donovan (Zaman Druce)
- Celia Imrie (Mary Xavier)
- Faye Kingslee (La Bohémienne) (en V.O. The Pilgrim)
- Eli Goree (James Jackson)
- Ray Boulay (Kaylex Druzan)
- Barbara Kottmeier (Anna Loring)
- Aiden Longworth (Rip Hunter jeune)
- Kyle Rideout (le père de Stein)
- Giordana Venturi (la mère de Stein)

La Bohémienne est lancée sur la piste des versions passées des membres de l’équipe. Pour empêcher leurs morts prématurées, Rip parcourt le temps afin de sauver ses compagnons et fait enlever leurs versions jeunes pour les cacher dans le Refuge, une maison d'accueil pour jeunes orphelins destinés à rejoindre les Maîtres du Temps. C'est l'occasion pour Rory de se revoir au moment qui l’a défini, quand il a provoqué l'incendie de la maison familiale, tuant sa famille.
- La Bohémienne est une tueuse issue de l'univers Wildstorm, appartenant à DC Comics. Elle a été créée par Whilce Portacio et Brandon Choi en 1992. Il s'agit ici de la première apparition live d'un personnage issu de cet éditeur[67].
- Lorsque Ray palmer apparaît pour sauver le jeune Mick Rory en 1990, il lui lance sciemment la réplique de Terminator 2 : Le Jugement dernier : "Suis-moi si tu veux vivre"

### Épisode 13:Le Léviathan
- États-Unis /  Canada : 28 avril 2016 sur The CW / CTV
- France : 15 octobre 2016 sur TMC
- Québec : 8 décembre 2016 sur Club Illico

- États-Unis : 1,86 million de téléspectateurs[68] (première diffusion)
- France : 520 000 téléspectateurs[69](première diffusion)

- Jason Bell (Double Scythien)
- Jessica Sipos (Cassandra Savage)
- Sean Kennedy (Aide #2)
- Aidan Dee (Aide)
- Sharon Taylor (Leader des rebels)

### Épisode 14:Sur le fil
- États-Unis /  Canada : 5 mai 2016 sur The CW / CTV
- France : 15 octobre 2016 sur TMC
- Québec : 8 décembre 2016 sur Club Illico

- États-Unis : 1,63 million de téléspectateurs[70] (première diffusion)
- France : 480 000 téléspectateurs[71](première diffusion)

- Stacie Greenwell (Beverly Jackson)
- Emily Bett Rickards (Felicity Smoak)
- Martin Donovan (Zaman Druce)
- Katrina Law (Nyssa al Ghul)

### Épisode 15:Le Centre du temps
- États-Unis /  Canada : 12 mai 2016 sur The CW / CTV
- France : 15 octobre 2016 sur TMC
- Québec : 8 décembre 2016 sur Club Illico

- États-Unis : 1,89 million de téléspectateurs[72] (première diffusion)
- Canada : 1,09 million de téléspectateurs[73] (première diffusion + différé 7 jours)
- France : 450 000 téléspectateurs[74](première diffusion)

- Joseph John Coleman (Soldat des Maîtres du Temps)
- Martin Donovan (Zaman Druce)
- Peter Bryant (Declan)

### Épisode 16:Rester des légendes
- États-Unis : 19 mai 2016 sur The CW[75]
- Canada : 26 mai 2016 sur CTV
- France : 15 octobre 2016 sur TMC
- Québec : 8 décembre 2016 sur Club Illico

- États-Unis : 1,85 million de téléspectateurs[76] (première diffusion)
- Canada : 816 000 téléspectateurs[77] (première diffusion + différé 7 jours)
- France : 450 000 téléspectateurs[78](première diffusion)

- Paul Blackthorne (Quentin Lance)
- Cameron Hilts (Davis Turner)
- Patrick J. Adams (Rex Tyler / Hourman)
- Blair Penner (le sergent de l'armée américaine)
- Shane Leydon (Carmine Broome)

Rip Hunter ramène son équipe en 2016 et tente d'affronter Savage seul, maintenant que les Maîtres du Temps n'ont plus le contrôle de la chronologie. Sara découvre ainsi la mort de sa sœur, et comme les autres, elle ne parvient pas à tourner la page de sa lutte contre Savage. Elle retrouve donc ses anciens acolytes à Star City en 2016 et retrouve Hunter qui échoue à localiser Savage. Soudain, un message laissé par Kendra apparait dans un casque que Hunter garde en souvenir : Savage a récupéré une météorite en Normandie en 1944, semblable à celle qui était tombée sur Terre et avait donné des pouvoirs à lui, Kendra et Carter. Son plan consiste à libérer l'énergie des météores, contenant en fait une machine thanagarienne, en trois époques bien choisies pour détruire le temps et recommencer en régnant sur le monde.
- C'est la première apparition live du super héros Hourman[18],[19], créé par Ken Fitch et Bernard Baily, apparu pour la première fois dans le magazine Adventure Comics #48 en mars 1940[79]. Il est membre de la Société de justice d'Amérique[18] (Justice Society of America - JSA).

- Cet épisode marque le départ des acteurs Ciara Renée et Wentworth Miller du casting principal.  Wentworth Miller reviendra en personnage récurrent dans les saisons 2 et 3 et en tant qu'invité dans la saison 7 (épisode 3), accompagné de Ciara Renée et du reste du casting original à l'occasion du centième épisode de la série.